# Estrelinha-de-ráquis-ruivas
O estrelinha-de-ráquis-ruivas, também conhecido como colibri-de-jourdan (nome científico: Chaetocercus jourdanii) é uma espécie de ave apodiforme pertencente à família dos troquilídeos, que inclui os beija-flores. É um dos seis representantes de um dos três gêneros conhecidos pelo nome de estrelinhas, que pertence à subfamília dos troquilíneos, estando especificamente na tribo dos melisugíneos. Pode ser encontrada em altitudes desde 900 metros nível do mar até cerca de 3000 metros acima deste último, distribuindo-se desde as montanhas setentrionais andinas venezuelanas às paisagens andinas colombianas e, isoladamente, no arquipélago caribenho de Trindade e Tobago.

## Etimologia
Etimologicamente, o nome deste gênero trata-se de uma aglutinação de dois substantivos oriundos da língua grega antiga, sendo, respectivamente, uma amálgama de χαιτη, khaitē, significando literalmente "cabelo [neste caso, plumagem] longo e esvoaçante"; adicionado de um outro termo do mesmo idioma, κερκος, kérkos, que significa literalmente "cauda". O próprio Bourcier, em sua descrição original, forneceria alguns comentários que explicam a etimologia deste nome antes de sua origem, que aconteceu anos depois, em meados de 1855 pelo naturalista George Robert Gray:
| “ | cauda composta por oito penas de haste muito fortes, levantadas de baixo para cima ... as duas penas externas da cauda terminando em uma ponta muito afiada e metade tão curta quanto as anteriores | ” |
| — Jules Bourcier, em sua descrição original para Ornismya Jourdanii, publicada no Rev. Zool. Soc. Cuviérienne 2, p.295. | |   |

Essa denominação, de acordo com o próprio autor, descreve a plumagem distinta na cauda dos machos, que assemelha-se a um conjunto de fios espalhados ou, seguindo a expressão idiomática usada em sua denominação, a pelos, que não são presentes em aves. Essa bifurcação na cauda parece ser observada, nesta intensidade, apenas nesta espécie, com os outros representantes do gênero Chaetocercus se assemelhando visualmente com esta espécie em outras partes do corpo, como na gargantilha e na plumagem das partes superiores. Seu descritor específico, entretanto, não deriva de nenhuma língua, sendo uma dedicatória ao naturalista, professor acadêmico, anatomista comparativo e conservacionista do Museu de História Natural de Lyon, o francês Claude Jourdan. Este tipo de nomenclatura também pode ser observado nos descritores específicos das subespécies, especificamente em Chaetocercus jourdanii rosae, que homenageia uma das irmãs do bibliotecário e ornitólogo, além de parceiro profissional de Bourcier, Étienne Mulsant: Claudine Rosalie Duquaire, nascida Mulsant e apelidada de Rose pelo irmão. Sua outra subespeciação, excluindo a nominal, apresenta um epíteto específico que se baseia em sua distribuição geográfica, sendo andinus, termo originado do latim científico e significando literalmente "andino, aquilo ou aquele que vem dos Andes".
Finalmente na nomenclatura vernácula, sua denominação depende da variante do português que predomina na região, no português brasileiro, por exemplo, seria denominada por Paulo Paixão como estrelinha-de-ráquis-ruivas, em sua listagem de nomes de aves em português. Por sua vez, no português europeu e no restante dos países lusófonos, esta espécie se denomina colibri-de-jourdan, seguindo a nomenclatura vernácula original em francês, de acordo com a lista de nomes de aves em português europeu, editada por Paulo Alves, et al. (2019). Este primeiro nome utiliza do termo "estrelinha", que se mostra presente amplamente na denominação de espécies dentro da tribo dos melisugíneos, particularmente àqueles que anteriormente eram considerados em Acestrura; adicionado do termo "ráquis", que descreve qualquer uma das estruturas biológicas que apresentam ramificações, incluindo penas de aves, que, nesta espécie, apresentam coloração avermelhada.

## Descrição
O estrelinha-de-ráquis-ruivas integra o grupo com beija-flores de tamanho pequeno, apresentando medidas que variam entre seis e oito centímetros de comprimento. Os dois sexos, em qualquer uma das subespécies, estes possuem um bico enegrecido retilíneo e manchas esbranquiçadas nos flancos atrás das asas. Os machos de cada uma das subespécies diferem apenas na coloração da gargantilha: púrpura em sua nominal; carmesim rosado em Chaetocercus jourdanii rosae; e um rosa menos purpúreo na subespeciação Chaetocercus jourdanii andinus. Em qualquer uma de suas subespécies, as fêmeas são idênticas. Os machos possuem as partes superiores esverdeadas brilhantes, torso esbranquiçado e abdômen mais verde. Sua cauda, profundamente bifurcada, apresenta plumagem mais escura, com gradientes alaranjados nos centros. Por sua vez, as fêmeas são quase inteiramente esverdeadas bronzeadas nas partes superiores e avermelhadas nas partes inferiores. Sua cauda possui dois "lóbulos" arredondados, sendo esverdeadas nas penas centrais e avermelhadas, com uma listra negra próxima da extremidade externa. São aves bastante discretas, com poucos registros existentes.

## Distribuição e habitat
Sua subespeciação nominal apresenta distribuição mais setentrional nas divisões administrativas venezuelanas de Sucre e Monagas e, embora não seja um consenso entre todos os identificadores, na ilha de Trindade. Entretanto, de acordo com o Comitê de Classificação Sul-Americana da Sociedade Ornitológica Americana, esta subespécie se distribui apenas em território venezuelano, sendo um vagante no arquipélago de Trindade e Tobago. Enquanto isso, as subespécies rosae pode ser encontrada também na Venezuela setentrional, especificamente entre os estados de Falcón e Miranda. andinus, a subespécie de distribuição mais ocidental, pode ser encontrada geograficamente na Sierra de Perijá, que se desenvolve na fronteira entre a Colômbia e a Venezuela, nos Andes orientais colombianos e nos Andes venezuelanos entre os estados de Lara e Táchira. O estrelinha-de-ráquis-ruivas habita as paisagens abertas e semi-abertas, incluindo as matas arbustivas e as bordas das florestas montanhosas, bem como plantações de cafés. Ocasionalmente, pode ser encontrado visitando as partes mais baixas dos páramos, porém, normalmente, ocorre em altitudes mais elevadas, entre 900 e 3000 metros acima do nível do mar, embora muitos identificadores contestem a sua ocorrência em altitudes superiores a 2500 metros. Pela Venezuela, entretanto, conhece-se que a espécie migre para altitudes mais baixas na estação chuvosa, migrando até o alto na estação mais seca.

## Sistemática e taxonomia
O estrelinha-de-ráquis-ruivas seria originalmente descrita de maneira formal em meados de 1839, pelo ornitólogo francês Jules Bourcier, se baseando em um tipo nomenclatural coletado anos antes em Trindade. Bourcier, assim como nas suas outras descrições de troquilídeos, classificaria-o no gênero obsoleto Ornismya, originalmente pelo nome binomial Ornismya jourdanii. Esta espécie, atualmente, seria revisada, resultando em sua reclassificação em Chaetocercus, no ano de 1855 pelo naturalista inglês George Robert Gray, definindo o estrelinha-de-ráquis-ruivas a espécie-tipo. São reconhecidas três subespécies.
- Chaetocercus jourdanii jourdanii (Bourcier, 1839) — subespécie nominal; pode ser encontrado nas cadeias montanhosas de Cumaná, ao nordeste venezuelano, seguindo, ao norte, onde se distribui pela maioria do arquipélago de Trindade e Tobago
- Chaetocercus jourdanii rosae (Bourcier & Mulsant, 1846) — se distingui pela garganta mais rosada dos machos; pode ser encontrado desde as montanhas venezuelanas setentrionais, entre a região administrativa de Zulia e no Distrito Capital
- Chaetocercus jourdanii andinus (Phelps, Sr. & Phelps, Jr., 1949) — se distribui na região mais andina sul-americana; pode ser encontrado através do nordeste dos Andes colombianos, seguindo aos Andes venezuelanos ocidentais desde Lara até Táchira.

## Comportamento

### Alimentação
Os estrelinha-de-ráquis-ruivas forrageiam em qualquer uma das altitudes por onde se distribui, ainda, frequentemente são observados nos estratos médio e superior. Se alimenta do néctar de uma variedade de plantas e árvores floridas, incluindo Inga. Ainda, complementam sua dieta se alimentando de pequenos artrópodes, incluindo insetos, que capturam enquanto em voo. Esta ave não é uma espécie territorialista e, se aproveitando de seu tamanho diminuto e voo lento, similar ao das abelhas, se alimenta em territórios de outros beija-flores.

### Reprodução
Não se conhece sobre a fenologia reprodutiva do estrelinha-de-ráquis-ruivas, entretanto, de acordo com observações pela Colômbia, seu período reprodutivo inclui o mês de novembro.

### Vocalização
O estrelinha-de-ráquis-ruivas realiza vocalizações descritas como um "'tssit, tssit, tssit, tssit' crescente de varia entre três e quatro notas, enquanto empoleirado na copa de uma árvore". Em fevereiro de 2023, a Macaulay Library do Cornell Lab of Ornithology apresentara pouquíssimos registros existentes desta ave, ao que o xeno-canto não apresentou nenhuma.

## Estado de conservação
De acordo com o relatório da União Internacional para a Conservação da Natureza, a espécie não se encontra ameaçada de extinção, sendo considerada pela instituição como uma "espécie pouco preocupante". Possui uma distribuição ampla, ainda, não se conhece sobre suas tendências populacionais, porém, acredita-se que sejam estáveis. É considerado raro a localmente comum, não se conhecendo ameaças diretas ao seu habitat, além de ser adaptável aos ambientes humanos e plantações.